# Paläontologische Gesellschaft

Das Logo der Paläontologischen Gesellschaft

Die Paläontologische Gesellschaft e. V. ist die Vereinigung der deutschen Paläontologen.

## Geschichte
Die Vereinigung wurde am 12. August 1912 in Greifswald von Otto Jaekel und weiteren 33 bei der Gründung der Gesellschaft anwesenden Teilnehmern gegründet, darunter Richard Bärtling, Serge von Bubnoff, Arthur Dannenberg, Wilhelm Deecke, Hermann Fischer, Fritz Frech, Friedrich von Huene, Ernst Kalkowsky, Paul Gustaf Krause, Erich Krenkel, Richard Lachmann, Victor Madsen, Hans Menzel, Hans Philipp, Felix Josef Pompeckj, Hermann Rauff, Carl Renz, Wolfgang Soergel, Alexander Tornquist, Emil Wepfer, Rudolf Wilckens, Ewald Wüst, Johann Wysogorski und Ernst Zimmermann.
Die erste allgemeine Versammlung tagte vom 5. bis zum 6. September 1912 im Hotel Weißes Roß in Halberstadt. Bei der Geschäftssitzung am 6. September 1912 wurde der in Greifswald gewählte provisorische Vorstand (Jaekel, Frech, Pompeckj) in einer Nachwahl um die Schriftführer und den Schatzmeister ergänzt.
- Präsident: Otto Jaekel
- Vizepräsidenten: Fritz Frech und Josef Felix Pompeckj
- Schriftführer: Gustav von Arthaber und Friedrich von Huene
- Schatzmeister: Paul Gustaf Krause

Die Paläontologische Gesellschaft wurde ursprünglich als internationale Gesellschaft, insbesondere für den deutschsprachigen Raum, gegründet. Zum Zeitpunkt der Vereinsgründung lagen 143 Anmeldungen zur Mitgliedschaft vor, derzeit (2015) hat sie über 1000 Mitglieder aus dem In- und Ausland, darunter hauptberuflich tätige Paläontologen und andere Naturwissenschaftler, Studenten, private Fossiliensammler und interessierte Laien. Die Paläontologische Gesellschaft ist ein anerkannter gemeinnütziger Verein mit Sitz in Frankfurt am Main.
2015 gründete sie mit drei anderen Fachgesellschaften den Dachverband der Geowissenschaften.

## Hauptteil
Der Verein verfolgt gemäß seiner Satzung ausschließlich und unmittelbar gemeinnützige und zwar wissenschaftliche Zwecke. Laut Website: „Sie ist bestrebt, Paläontologen des Inlandes und Auslandes zusammenzuführen, um die paläontologische Forschung zur Vertiefung der Erkenntnisse und zum Wohl der Allgemeinheit zu fördern. Sie nimmt die Interessen der Paläontologie in der Öffentlichkeit und bei internationalen Veranstaltungen sowie bei anderen Institutionen wahr.“ Darüber hinaus setzt die Gesellschaft „sich aktiv für den Schutz ortsfester und beweglicher paläontologischer Objekte ein, die für die Paläontologie eine besondere wissenschaftliche Bedeutung haben. Diese Objekte bedürfen sachgemäßer Pflege- und Erhaltungsmaßnahmen. Der Schutz ausgewiesener Denkmäler schließt ihre wissenschaftliche Untersuchung nicht aus.“ 
Vereinszweck ist „die Förderung der Paläontologie und der Kontakt unter den Paläontologen, Geowissenschaftlern und interessierten Laien aller Länder. Wesentliches Ziel ist auch, die Paläontologie der Öffentlichkeit besser verständlich zu machen. Die politische Aufgabe der Gesellschaft ist, die Interessen der Paläontologie gegenüber den Verantwortlichen in Politik, Hochschulen, Wirtschaft, Behörden und Medien zu vertreten.“
Der Verein organisiert einmal pro Jahr eine Fachtagung und publiziert die u. a. im SCIE erfasste Paläontologische Zeitschrift, eine der Paläontologie gewidmete wissenschaftliche Zeitschrift, die viermal jährlich erscheint. Für besondere Verdienste im Bereich der Paläontologie verleiht die Paläontologische Gesellschaft jährlich die Zittel-Medaille für herausragende Beiträge von nicht-professionellen Mitgliedern den Tilly-Edinger-Preis für Nachwuchswissenschaftler (siehe unten) und den Friedrich-von-Alberti-Preis für besondere wissenschaftliche Verdienste.

## Vorstand
Der Vorstand besteht aus dem Präsidenten, drei Vizepräsidenten, drei Schriftführern, dem Schatzmeister und dem Hauptschriftleiter der Paläontologischen Zeitschrift. Vorstand im Sinne des § 26 BGB sind der Präsident, die drei Vizepräsidenten und der Schatzmeister.
Zum Vorstand sind aktuell gewählt (Stand 2025):
- Präsident: Alexander Nützel (München)
- 1. Vizepräsident: Jan-Peter Duda (Göttingen)
- 2. Vizepräsidentin: Marie Hörnig (Rostock)
- 3. Vizepräsident: Achim H. Schwermann (Münster)
- Schatzmeister: Joachim Haug (München)
- Hauptschriftleiter: Michael Rasser (Stuttgart)

## Mitgliedschaft und Leistungen der Gesellschaft
Mitglied kann jeder werden, der die Paläontologie gemäß dem Satzungszweck fördern möchte und an den Aktivitäten der Gesellschaft interessiert ist. Mitglieder erhalten die viermal pro Jahr erscheinende Paläontologische Zeitschrift sowie das ebenfalls viermal pro Jahr erscheinende Mitteilungsheft GMIT.

## Jahrestagungen
Die Gesellschaft hält einmal pro Jahr ihre wissenschaftliche Jahrestagung ab. Zu dieser Tagung sind auch nicht hauptberuflich tätige Paläontologen, Hobbysammler und interessierte Laien eingeladen. Im Jahr 2012 beging die Gesellschaft ihr einhundertjähriges Bestehen.

## Präsidenten
Die Bezeichnung Präsident/Präsidentin galt 1912 bis 1945 und gilt ab 2005, dazwischen wurde er als Vorsitzender/Vorsitzende bezeichnet.
- 1912 bis 1921 Otto Jaekel
- 1922 bis 1924 Othenio Abel
- 1925 bis 1927 Josef Felix Pompeckj
- 1928 bis 1930 Fritz Drevermann
- 1931 bis 1933 Wolfgang Soergel
- 1934 bis 1936 Otto Schmidtgen
- 1937 bis 1938 Johannes Weigelt
- 1939 Otto Heinrich Schindewolf, vertreten durch Karl Beurlen
- 1940 bis 1945 Otto Heinrich Schindewolf
- nach der Neugründung 1948: 1948 bis 1950 Rudolf Richter
- 1951 bis 1952 Richard Dehm
- 1953 Rudolf Richter
- 1954 Otto Heinrich Schindewolf
- 1955 bis 1956 Othmar Kühn
- 1957 bis 1958 Franz Kirchheimer
- 1959 bis 1960 Walter Robert Gross
- 1961 bis 1962 Emil Kuhn-Schnyder
- 1963 bis 1964 Ehrhard Voigt
- 1965 bis 1966 Gerhard Solle
- 1967 bis 1968 Heinrich Karl Erben
- 1969 bis 1970 Heinz Tobien
- 1971 bis 1972 Karl Krömmelbein
- 1973 bis 1974 Helmut W. Flügel
- 1975 bis 1976 Otto Heinrich Walliser
- 1977 bis 1979 Adolf Seilacher
- 1980 bis 1982 Klaus-Peter Vogel
- 1983 bis 1985 Karlheinz Rothausen
- 1986 bis 1988 Dietrich Herm
- 1989 bis 1991 Friedrich Strauch
- 1992 bis 1994 Jürgen Remane
- 1995 bis 1997 Axel von Hillebrandt
- 1998 bis 2000 Hans-Georg Herbig
- 2001 bis 2003 Wighart von Koenigswald
- 2004 bis 2006 Bettina Reichenbacher
- 2007 bis 2009 Jes Rust
- 2010 bis 2012 Michael Wuttke
- 2013 bis 2018 Joachim Reitner
- 2019 bis 2024 Hans Kerp
- Seit 2025 Alexander Nützel

## Ehrenmitglieder
- 2017 Jörg W. Schneider
- 2014 Axel von Hillebrandt
- 2013 Klaus-Peter Vogel
- 2012 Friedrich Schmid-Wallis, Rudolf Kaufmann (posthum)
- 2011 Wighart von Koenigswald, Hans-Dietrich Maronde
- 2009 Klaus J. Müller, Otto Heinrich Walliser
- 2008 Wolf-Ernst Reif
- 2006 Hans-Peter Schultze
- 2005 Gerold Wefer
- 2004 Fritz F. Steininger
- 2003 Wilfried Krutzsch
- 2002 Hans Hagdorn
- 2001 Dietrich Herm
- 2000 Erik Flügel
- 1999 Friedrich Strauch, Bernhard Ziegler
- 1997 Helmut W. Flügel, Harald Walther, Willi Ziegler
- 1995 Eva Paproth, Adolf Seilacher
- 1992 Erich Thenius, Franz K. Goerlich
- 1991 Ulrich Lehmann
- 1990 Heinrich Karl Erben, Heinrich Hiltermann
- 1989 Arno Hermann Müller, Herta Schmidt, Helmuth Zapfe
- 1987 Hertha Sieverts-Doreck, Helmut Hölder, Rudolf Mundlos
- 1985 Heinz Tobien
- 1984 Richard Dehm
- 1983 Martin Glaessner
- 1979 Wilhelm Schäfer
- 1973 Alfred Eisenack, Ehrhard Voigt
- 1972 Emil Kuhn-Schnyder, Walter Robert Gross
- 1969 Curt Teichert
- 1965 Othmar Kühn, Raymond Cecil Moore
- 1962 Tilly Edinger, Juri Alexandrowitsch Orlow, Otto Heinrich Schindewolf
- 1958 Werner Janensch, Roman Kozłowski
- 1957 Alfred Bentz, Hermann Schmidt
- 1956 Erik Stensiö, Jesse James Galloway
- 1955 Friedrich von Huene
- 1954 Walther Gothan, Johannes Wanner
- 1952 Fritz Berckhemer
- 1951 Rudolf Richter
- 1950 Max Semper
- 1942 Othenio Abel (Othenio Abels Ehrenmitgliedschaft wurde aufgrund seiner engen Verbindungen zum Nationalsozialismus am 12. März 2024 aberkannt[7]), Wilhelm Otto Dietrich, Ernst Freiherr Stromer von Reichenbach, Paul Gustaf Krause
- 1935 Carl Wiman
- 1928 Otto Jaekel
- 1912 Louis Dollo, Henry Fairfield Osborn, Charles Doolittle Walcott

Quelle Mike Reich, Tanja R. Stegemann:

## Korrespondierende Mitglieder
- 2018 Xing-liang Zhang
- 2017 Yong-dong Wang
- 2015 Hans Hess, Andrzej Kaim
- 2014 Stjepko Golubic
- 2013 Zhe-Xi Luo
- 2011 Werner E. Piller
- 2010 Euan N. K. Clarkson, Philip D. Gingerich
- 2009 Else Marie Friis, David Bruton
- 2008 Derek Briggs
- 2007 Kenneth D. Rose
- 2005 Andrew Smith
- 2004 William A. Clemens
- 2003 Patrick De Deckker
- 2002 Lukas Hottinger
- 2001 Oldřich Fejfar
- 2000 Jean-Claude Gall
- 1999 Antonietta Cherchi
- 1988 Preston Cloud
- 1986 Vladimir Pokorny
- 1985 Wladimir Wassiljewitsch Menner
- 1984 Raphaël Conil
- 1964 Roman F. Hecker (Gekker), Ivan Rakovec
- 1963 Adolf Remane
- 1926 Alexei Nikolajewitsch Sewerzow, Max Wilhelm Carl Weber, Arthur Smith Woodward

Quelle Mike Reich, Tanja R. Stegemann:

## Tilly-Edinger-Preis
Der Preis wird seit 2004 an Nachwuchswissenschaftler unter 35 Jahren vergeben und ist mit 2500 Euro dotiert. Er wird vor allem für Doktorarbeiten verliehen, die sich durch Innovation, Methodenvielfalt und Interdisziplinarität auszeichnen. Der Preis ist nach Tilly Edinger benannt:
- 2004 Oliver Wings (Hannover): Die Magenmühle der Dinosaurier – Mythos und Fakten von Dinosauriergastrolithe im Spiegel von Experimenten mit rezenten Vögeln.
- 2005 Max Wisshak (Erlangen): Bioerosion in hohen Breiten: Das Kosterfjord Experiment.
- 2006 Klaus Wolkenstein (Heidelberg): Phenanthroerykenchinon-Pigmente in fossilen und rezenten Crinoiden.
- 2007 Daniela Schwarz-Wings (Basel): Analyse des Axialskelettes von Sauropoden: Was die Wirbelsäule über die Lebensweise verrät, Matthias López Correa (Erlangen): Kalibrierung von Aminosäure-Chronologien an radiometrisch datierten (AMS-14C & U/Th) Proben bathyaler Faune aus dem Mittelmeer und Nordatlantik.
- 2009 Joachim Haug (Ulm): Ontogenese von Arthropoden – Fossiler Nachweis und Nutzen in phylogenetischen Analysen
- 2012 Katharina Anna Bastel (Wiener Neustadt): Ecomorphology of the European Hyaenodon: apex predator or opportunistic hunter? New aspects revealing the ecological niche (Dissertation), Julia Ann Schultz (Bonn): Funktionelle Morphologie und Abnutzungsmuster prätribosphenischer Molaren am Beispiel der Dryolestida (Mammalia, Cladotheria) (Dissertation)
- 2013 Luo Cui (Göttingen): „Keratose“ sponge fossils and microbialites: a geobiological contribution to the understanding of metazoan origin (Dissertation), Jan Fischer (Freiberg): Palaeoecology and migration behaviour of the Palaeozoic to Mesozoic freshwater sharks Lissodus and Orthacanthus using stable isotopes (Dissertation)